# Kanton Montdidier
Der Kanton Montdidier war bis 2015 ein französischer Wahlkreis im Arrondissement Montdidier, im Département Somme und in der Region Picardie; sein Hauptort war Montdidier. Vertreter im Generalrat des Départements war zuletzt von 2004 bis 2015 Catherine Quignon (PS).
Der Kanton Montdidier war 213,66 km² groß und hatte (2006) 12.045 Einwohner. Er lag im Mittel 121 m hoch, zwischen 40 m in Hargicourt und 155 m Villers-Tournelle.

## Gemeinden
Der Kanton bestand aus 34 Gemeinden:
| Gemeinde                  | Einwohner Jahr | Fläche km² | Bevölkerungsdichte | Code INSEE | Postleitzahl |
| ------------------------- | -------------- | ---------- | ------------------ | ---------- | ------------ |
| Andechy                   | 260 (2013)     | –          | – Einw./km²        | 80023      | 80700        |
| Assainvillers             | 130 (2013)     | –          | – Einw./km²        | 80032      | 80500        |
| Ayencourt                 | 174 (2013)     | –          | – Einw./km²        | 80049      | 80500        |
| Becquigny                 | 111 (2013)     | –          | – Einw./km²        | 80074      | 80500        |
| Bouillancourt-la-Bataille | 130 (2013)     | –          | – Einw./km²        | 80121      | 80500        |
| Boussicourt               | 82 (2013)      | –          | – Einw./km²        | 80125      | 80500        |
| Bus-la-Mésière            | 161 (2013)     | –          | – Einw./km²        | 80152      | 80700        |
| Cantigny                  | 111 (2013)     | –          | – Einw./km²        | 80170      | 80500        |
| Le Cardonnois             | 91 (2013)      | –          | – Einw./km²        | 80174      | 80500        |
| Courtemanche              | 99 (2013)      | –          | – Einw./km²        | 80220      | 80500        |
| Davenescourt              | 542 (2013)     | –          | – Einw./km²        | 80236      | 80500        |
| Erches                    | 179 (2013)     | –          | – Einw./km²        | 80278      | 80500        |
| Ételfay                   | 391 (2013)     | –          | – Einw./km²        | 80293      | 80500        |
| Faverolles                | 151 (2013)     | –          | – Einw./km²        | 80302      | 80500        |
| Fescamps                  | 149 (2013)     | –          | – Einw./km²        | 80306      | 80500        |
| Fignières                 | 153 (2013)     | –          | – Einw./km²        | 80311      | 80500        |
| Fontaine-sous-Montdidier  | 119 (2013)     | –          | – Einw./km²        | 80326      | 80500        |
| Gratibus                  | 180 (2013)     | –          | – Einw./km²        | 80386      | 80500        |
| Grivillers                | 75 (2013)      | –          | – Einw./km²        | 80391      | 80700        |
| Guerbigny                 | 279 (2013)     | –          | – Einw./km²        | 80395      | 80500        |
| Hargicourt                | 416 (2013)     | –          | – Einw./km²        | 80419      | 80500        |
| Laboissière-en-Santerre   | 157 (2013)     | –          | – Einw./km²        | 80453      | 80500        |
| Lignières                 | 137 (2013)     | –          | – Einw./km²        | 80478      | 80500        |
| Malpart                   | 79 (2013)      | –          | – Einw./km²        | 80504      | 80250        |
| Marestmontiers            | 110 (2013)     | –          | – Einw./km²        | 80511      | 80500        |
| Marquivillers             | 158 (2013)     | –          | – Einw./km²        | 80517      | 80700        |
| Mesnil-Saint-Georges      | 178 (2013)     | –          | – Einw./km²        | 80541      | 80500        |
| Montdidier                | 6.189 (2013)   | –          | – Einw./km²        | 80561      | 80500        |
| Piennes-Onvillers         | 360 (2013)     | –          | – Einw./km²        | 80623      | 80500        |
| Remaugies                 | 119 (2013)     | –          | – Einw./km²        | 80667      | 80500        |
| Rollot                    | 759 (2013)     | –          | – Einw./km²        | 80678      | 80500        |
| Rubescourt                | 139 (2013)     | –          | – Einw./km²        | 80687      | 80500        |
| Villers-Tournelle         | 161 (2013)     | –          | – Einw./km²        | 80805      | 80500        |
| Warsy                     | 129 (2013)     | –          | – Einw./km²        | 80822      | 80500        |